# Juramento de Lwów
O Juramento de Lwów ( em polonês/polaco:  Śluby lwowskie ) foi um juramento feito em 1º de abril de 1656 pelo rei polonês João II Casimiro na catedral latina da cidade de Lwów (hoje Lviv, oeste da Ucrânia).

## Pano de fundo
Durante o " Dilúvio ", quando os exércitos suecos invadiram a Comunidade Polaco-Lituana, que já estava lutando com Moscovo, o Voivode de Poznań, Krzysztof Opaliński, rendeu a Grande Polônia ao rei sueco Carlos Gustavo da Suécia. Outras áreas também se renderam em rápida sucessão. Quase todo o país seguiu o exemplo, com os suecos entrando em Varsóvia sem oposição em agosto de 1655 e John Casimir fugindo para a Silésia, onde se refugiou na cidade de Oberglogau ( em polonês/polaco:  Głogówek ) permanecendo no castelo local de 17 de outubro de 1655 até 18 de dezembro do mesmo ano.
No entanto, vários lugares ainda resistiram, principalmente (e simbolicamente) ao mosteiro de Jasna Góra (novembro de 1655 a janeiro de 1656). A defesa de Jasna Góra galvanizou a resistência polonesa contra os suecos, já que a agressão naquele local, percebida pelos poloneses católicos como o santuário mais sagrado, suscitou sentimentos anti-suecos maciços. Em dezembro de 1655, a Confederação Tyszowce formou-se em apoio ao exilado João Casimiro.
Levantes espontâneos começaram em todo o país, atacando as forças de ocupação dispersas - que, por sua vez, retaliaram. Os levantes logo se fundiram sob a liderança dos líderes militares poloneses Stefan Czarniecki e Grand Hetman da Lituânia Paweł Jan Sapieha, que iniciou contra-ataques organizados para eliminar os leais a Carlos Gustavo.
Considerando esses fatos, João II Casimiro decidiu voltar. Tentando deixar as tropas suecas sem exposição, ele cavalgou com apenas um pequeno exército, da Silésia às montanhas dos Cárpatos, chegando finalmente a Lwów em março de 1656.

## O Juramento de Lwów

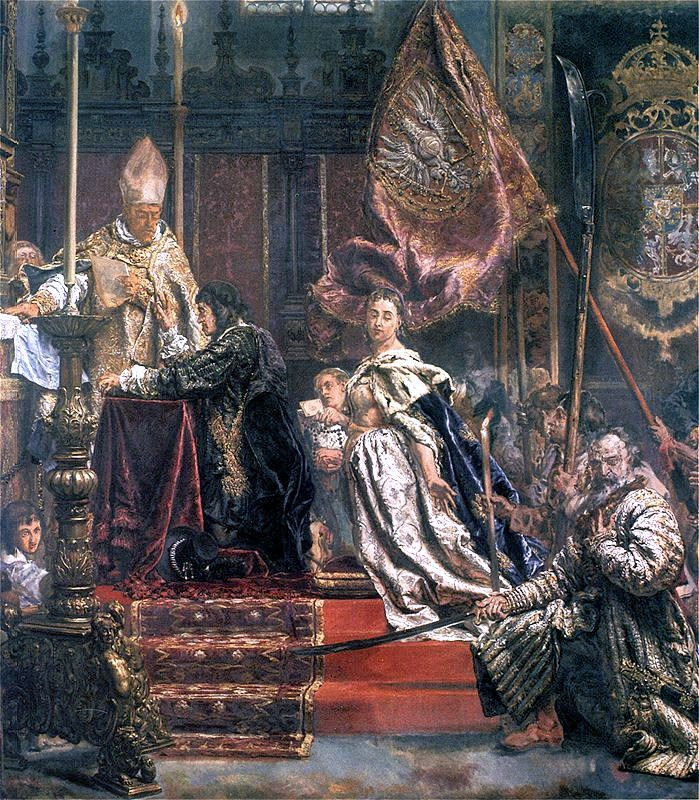
"Juramento de Lwów", de Jan Matejko

Como quase todo o país foi ocupado pelos exércitos sueco ou russo, a razão por trás do voto foi incitar toda a nação, incluindo o campesinato, a se opor aos invasores. Assim, duas questões principais levantadas pelo rei nos votos foram principalmente - uma necessidade de proteger a fé católica, vista como ameaçada pelos agressores luteranos (e até certo ponto ortodoxos ), em segundo lugar - para manifestar a vontade de melhorar a condição do campesinato.
Em 1 de abril de 1656, durante uma santa missa na Catedral de Lwów, conduzida pelo legado papal Pietro Vidoni, João Casimiro, em uma cerimônia grandiosa e elaborada, confiou a Commonwealth sob a proteção da Bem-Aventurada Virgem Maria, a quem ele anunciou como a Rainha da Coroa Polonesa e outros países dele. Ele também jurou proteger o povo do Reino de quaisquer imposições e servidão injusta.
Hoje, a Virgem Maria é conhecida como a Rainha da Polônia. 
Depois do rei, voto semelhante foi feito pelo vice-chanceler da Coroa e pelo bispo de Cracóvia Andrzej Trzebicki em nome dos nobres szlachta da Commonwealth.
As forças da Commonwealth finalmente expulsaram os suecos em 1657 e os russos em 1661. Após a guerra, as promessas feitas por João Casimiro em Lwów, especialmente as que consideram o lote dos camponeses, não foram cumpridas, principalmente por causa da objeção de Sejm, que representava a nobreza szlachta, não atraída pela ideia de reduzir a servidão, o que afetaria negativamente seus interesses econômicos.

## Rainha da Polônia
Desde o juramento de Lwów acredita-se que a Santíssima Virgem Maria salvou milagrosamente a Polônia durante o Dilúvio, a Batalha de Viena, as Partições da Polônia, a Guerra Polonês-Soviética, a Segunda Guerra Mundial e a República Popular da Polônia.  